# HK Kópavogur
Ne doit pas être confondu avec Breiðablik Kópavogur.
Le Handknattleiksfélag Kópavogs ou HK Kópavogur est un club omnisports islandais basé à Kópavogur, dans la banlieue de Reykjavik.

## Historique
- 1969 : fondation du club (section handball uniquement)
- 1992 : création de la section football
- 2007 : première accession de la section football en première division

## Palmarès de la section football
- Championnat d'Islande de D3 (2. deild karla)
  - Champion : 1997, 2002 et 2013

- Championnat d'Islande de D4 (3. deild karla)
  - Champion : 1992, 2001

## Sectionhandball

### Palmarès
- Championnat d'Islande masculin
  - Vainqueur : 2012
- Coupe d'Islande masculine
  - Vainqueur : 2003
  - Finaliste : 2001, 2005

### Personnalités liées à la section
- Valdimar Grímsson, joueur de 2001 à 2002
- Björgvin Páll Gústavsson : joueur avant 2005
- Rut Arnfjörð Jónsdóttir : joueuse avant 2008
- Gunnar Steinn Jónsson : joueur avant 2009
- Arna Sif Pálsdóttir : joueuse de 2007 à 2009

## Sectionvolley-ball

### Palmarès
- Championnat d'Islande masculin
  - Vainqueur : 1993, 1994, 1995, 2005, 2012, 2013, 2014, 2015, 2016, 2017
- Championnat d'Islande féminin
  - Vainqueur : 1995, 2009, 2010, 2015, 2017